# 2:45-Stunden-Rennen von Sears Point 1999

Sonoma Raceway

Das 2:45-Stunden-Rennen von Sears Point 1999, auch The Grand Prix of Sonoma, Sears Point Raceway, fand am 25. Juli auf dem Sonoma Raceway statt und war der vierte Wertungslauf der American Le Mans Series dieses Jahres.

## Das Rennen
Das Rennen in Sonoma war der vierte Wertungslauf in der Geschichte der American Le Mans Series. Die von Don Panoz geschaffene Sportwagen- und GT-Rennserie hatte 1999 ihre erste Saison. Im ersten Jahr dieser Rennserie erwiesen sich die von Schnitzer Motorsport eingesetzten BMW V12 LMR als die erfolgreichsten Prototypen. Nach dem Sieg beim 12-Stunden-Rennen von Sebring gewann ein BMW auch in Sonoma. JJ Lehto und Steve Soper siegten nach mehreren Gelbphasen mit dem knappen Vorsprung von 2,4 Sekunden auf den Panoz LMP-1 Roadster S von David Brabham und Éric Bernard.

## Ergebnisse

### Schlussklassement
| 1               | LMP1 | 42 | BMW Motorsport               | JJ Lehto Steve Soper                       | BMW V12 LMR             | 97 |
| 2               | LMP  | 1  | Panoz Motor Sports           | David Brabham Éric Bernard                 | Panoz LMP-1 Roadster S  | 97 |
| 3               | LMP  | 2  | Panoz Motor Sports           | Johnny O’Connell Jan Magnussen             | Panoz LMP-1 Roadster S  | 96 |
| 4               | LMP  | 20 | Dyson Racing                 | Butch Leitzinger Elliott Forbes-Robinson   | Riley & Scott Mk III    | 96 |
| 5               | LMP  | 43 | BMW Motorsport               | Bill Auberlen Joachim Winkelhock           | BMW V12 LMR             | 96 |
| 6               | LMP  | 0  | Team Rafanelli SRL           | Érik Comas Domenico Schiattarella          | Riley & Scott Mk III    | 96 |
| 7               | LMP  | 26 | Price & Bscher               | Pedro Lamy Thomas Bscher                   | BMW V12 LM              | 95 |
| 8               | LMP  | 36 | Doran Matthews Racing        | Stefan Johansson Jim Matthews              | Ferrari 333SP           | 94 |
| 9               | LMP  | 27 | Doran Lista Racing           | Didier Theys Fredy Lienhard                | Ferrari 333SP           | 94 |
| 10              | LMP  | 11 | Doyle-Risi Racing            | Max Angelelli Didier de Radiguès           | Ferrari 333SP           | 94 |
| 11              | LMP  | 74 | Robinson Racing              | Jack Baldwin George Robinson               | Riley & Scott Mk III    | 93 |
| 12              | LMP  | 38 | Champion Racing              | Allan McNish Andy Pilgrim                  | Porsche 911 GT1 Evo     | 93 |
| 13              | LMP  | 16 | Dyson Racing                 | James Weaver Rob Dyson                     | Riley & Scott Mk III    | 93 |
| 14              | LMP  | 18 | Dollahite Racing             | Mike Davies Bill Dollahite                 | Ferrari 333SP           | 92 |
| 15              | LMP  | 15 | Hybrid R&D                   | Ross Bentley Chris Bingham                 | Riley & Scott Mk III    | 92 |
| 16              | LMP  | 8  | Transatlantic Racing         | Scott Schubot Rick Sutherland              | Riley & Scott Mk III    | 90 |
| 17              | GTS  | 91 | Dodge Viper Team Oreca       | Olivier Beretta David Donohue              | Dodge Viper GTS-R       | 90 |
| 18              | GTS  | 3  | Corvette Racing              | Ron Fellows Chris Kneifel                  | Chevrolet Corvette C5-R | 89 |
| 19              | GTS  | 92 | Dodge Viper Team Oreca       | Karl Wendlinger Tommy Archer               | Dodge Viper GTS-R       | 89 |
| 20              | GTS  | 55 | Saleen-Allen Speedlab        | Terry Borcheller Ron Johnson               | Saleen SR               | 88 |
| 21              | GTS  | 56 | Martin Snow Racing           | Martin Snow Kelly Collins                  | Porsche 911 GT2         | 88 |
| 22              | GT   | 9  | Prototype Technology Group   | Boris Said III Hans-Joachim Stuck          | BMW M3                  | 88 |
| 23              | GT   | 23 | Manthey Racing               | Dirk Müller Cort Wagner                    | Porsche 996 GT3-R       | 88 |
| 24              | GTS  | 48 | Freisinger Motorsport        | Wolfgang Kaufmann Michel Ligonnet          | Porsche 911 GT2         | 87 |
| 25              | GTS  | 61 | Konrad Motorsport            | Bob Wollek Franz Konrad                    | Porsche 911 GT2         | 87 |
| 26              | GT   | 10 | Prototype Technology Group   | Darren Law Johannes van Overbeek           | BMW M3                  | 87 |
| 27              | GT   | 22 | Alex Job Racing              | Mike Fitzgerald Darryl Havens              | Porsche 911 Carrera RSR | 86 |
| 28              | GT   | 24 | Alex Job Racing              | Randy Pobst Jim Kelly                      | Porsche 911 Carrera RSR | 86 |
| 29              | GT   | 02 | Reiser Callas Rennsport      | Doc Bundy David Murry                      | Porsche 911 Carrera RSR | 86 |
| 30              | GT   | 68 | The Racers Group             | Kevin Buckler Vic Rice                     | Porsche 911 Carrera RSR | 85 |
| 31              | GT   | 03 | Reiser Callas Rennsport      | Craig Stanton Joel Reiser Grady Willingham | Porsche 911 Carrera RSR | 85 |
| 32              | GT   | 25 | RWS Motorsport               | Luca Riccitelli Hans-Jörg Hofer            | Porsche 996 GT3-R       | 84 |
| 33              | GTS  | 83 | Chiefie Motorsports          | Stefano Buttiero Zak Brown                 | Porsche 911 GT2         | 83 |
| 34              | GT   | 67 | The Racers Group             | Spencer Trenery Michael Schrom             | Porsche 911 Carrera RSR | 83 |
| 35              | GT   | 88 | Vanderhoof Racing            | Joe Varde Tim Ralston                      | Porsche 911 Carrera RSR | 82 |
| 36              | GT   | 17 | Contemporary Motorsports     | Mike Conte Bruno Lambert                   | Porsche 911 Carrera RSR | 78 |
| 37              | LMP  | 63 | Downing Atlanta              | Chris Ronson Jim Downing                   | Kudzu DLY               | 63 |
| Ausgefallen     |      |    |                              |                                            |                         |    |
| 38              | GT   | 6  | Prototype Technology Group   | Mark Simo Brian Cunningham                 | BMW M3                  | 79 |
| 39              | LMP  | 12 | Doyle-Risi Racing            | Wayne Taylor Alex Caffi                    | Ferrari 333SP           | 73 |
| 40              | LMP  | 28 | Intersport Racing            | Jon Field Niclas Jönsson                   | Lola B98/10             | 38 |
| 41              | GT   | 76 | Team ARE                     | Simon Sobrero Harry Rady                   | Porsche 993 Carrera RSR | 36 |
| 42              | GT   | 7  | Prototype Technology Group   | Christian Menzel Brian Cunningham          | BMW M3                  | 2  |
| Nicht gestartet |      |    |                              |                                            |                         |    |
| 43              | LMP  | 29 | Intersport Racing            | John Mirro Sam Brown Steve Romak           | Riley & Scott Mk III    | 1  |
| 44              | LMP  | 60 | Kopf Precision Race Products | Kris Wilson Tim Moser                      | Keiler KII              | 2  |
| 45              | LMP  | 97 | Team Cascadia                | Ed Zabinski Shane Lewis                    | Lola B98/10             | 3  |

1 nicht gestartet
2 nicht gestartet
3 nicht gestartet

### Nur in der Meldeliste
Hier finden sich Teams, Fahrer und Fahrzeuge, die ursprünglich für das Rennen gemeldet waren, aber aus den unterschiedlichsten Gründen daran nicht teilnahmen.
| Pos. | Klasse | Nr. | Team                   | Fahrer                           | Chassis                 |
| ---- | ------ | --- | ---------------------- | -------------------------------- | ----------------------- |
| 46   | GTS    | 04  | J Motorsports          | John Morton John Graham          | Porsche 911 GT2         |
| 47   | LMP    | 5   | Whittington Brothers   | Don Whittington Dale Whittington | Lola B98/10             |
| 48   | GT     | 40  | Team PRC               | Scott Peeler Mike Doolin         | Porsche 996 GT3 Cup     |
| 49   | GT     | 52  | Manthey Racing         |                                  | Porsche 996 GT3-R       |
| 50   | GT     | 90  | Millennium Motorsports | David Friedman                   | Porsche 911 Carrera RSR |

### Klassensieger
| Klasse | Fahrer          | Fahrer             | Fahrzeug          | Platzierung im Gesamtklassement |
| ------ | --------------- | ------------------ | ----------------- | ------------------------------- |
| LMP    | JJ Lehto        | Steve Soper        | BMW V12 LMR       | Gesamtsieg                      |
| GTS    | Olivier Beretta | David Donohue      | Dodge Viper GTS-R | Rang 17                         |
| GT     | Boris Said III  | Hans-Joachim Stuck | BMW M3            | Rang 22                         |

### Renndaten
- Gemeldet: 50
- Gestartet: 42
- Gewertet: 37
- Rennklassen: 3
- Zuschauer: unbekannt
- Wetter am Renntag: warm und trocken
- Streckenlänge: 4,056 km
- Fahrzeit des Siegerteams: 2:44:00,499 Stunden
- Gesamtrunden des Siegerteams: 97
- Gesamtdistanz des Siegerteams: 393,388 km
- Siegerschnitt: 143,890 km/h
- Pole Position: JJ Lehto – BMW V12 LMR (#42) – 1:22,387 = 174,010 km/h
- Schnellste Rennrunde: JJ Lehto – BMW V12 LMR (#0) – 1:23,835 = 174,010 km/h
- Rennserie: 4. Lauf zur ALMS-Saison 1999